# Лаха-Варанды
Лаха-Варанды (чечен. Лаха-Варанда) — село в Шатойском районе Чеченской Республики в России.
Административный центр Лаха-Варандинского сельского поселения.

## География
Село расположено на левом берегу реки Аргун, в 27 км к югу от города Грозный и в 19 км к юго-востоку от города Урус-Мартан.
Ближайшие населённые пункты: на северо-западе — село Алхазурово, на севере — село Старые Атаги, на северо-востоке — посёлок Чири-Юрт, на востоке — село Дуба-Юрт, на юго-востоке — село Пионерское и на юге — сёла ДТС «Чишки» и Чишки.

## История
Село было основано в 1989 году переселенцами из села Малые Варанды пострадавшего из-за схода сели.
1 января 2020 года село вместе со всей территорией сельского поселения передаётся из состава Грозненского района в Шатойский район.

## Население
| 1990  | 2002  | 2010  | 2012  | 2013  | 2014  | 2015  |
| ----- | ----- | ----- | ----- | ----- | ----- | ----- |
| 430   | ↗724  | ↗947  | ↗961  | ↗962  | ↘942  | ↗1206 |
| 2016  | 2017  | 2018  | 2019  | 2020  | 2021  | 2023  |
| ↗1218 | ↗1224 | ↗1225 | ↗1236 | ↗1244 | ↘1203 | ↗1227 |
| 2024  |       |       |       |       |       |       |
| ↘1225 |       |       |       |       |       |       |

Национальный состав
По данным Всероссийской переписи населения 2010 года:
| № | Национальность | Численность, чел. | Доля    |
| - | -------------- | ----------------- | ------- |
| 1 | чеченцы        | 943               | 99,58 % |
| 2 | другие         | 4                 | 0,42 %  |

## Образование
- Лаха-Варандинская муниципальная средняя общеобразовательная школа[21].